# ویلیام هاوارد تامپسون
ویلیام هاوارد تامپسون (به انگلیسی: William Howard Thompson) سناتور سابق عضو حزب دموکرات ایالات متحده آمریکا بود. وی در سال ۱۹۱۳ تا ۱۹۱۹ میلادی سناتور ایالت کانزاس در سنای ایالات متحده آمریکا بود.